# Kronans rallare
Kronans rallare är en svensk film från 1932 i regi av Weyler Hildebrand. I rollerna ses bland andra David Svensson, Per Persson och Axel Granholm.

## Om filmen
Inspelningen ägde rum 1931 på järnvägssträckan Sorsele-Avaviken i Norrland med Gustaf Boge som fotograf och efter ett manus av Albert Viksten. Filmen premiärvisades den 8 augusti 1932 på biografen Skandia i Stockholm som en del programmet En rallare, en rallare.

## Handling
Filmen följer några rallare vid byggandet av inlandsbanan.

## Rollista
- David Svensson – Långa David, rallare
- Per Persson – Smålandspelle, rallarbas
- Axel Granholm – Axel Granholm, SJ:s generaldirektör
- Weyler Hildebrand	– rallare och sångare
- Fritiof Billquist	– man i slagsmål

### Fotnoter
1. 1 2 3  ”Kronans rallare”. Svensk Filmdatabas. http://sfi.se/sv/svensk-filmdatabas/Item/?itemid=3711&type=MOVIE&iv=Basic&ref=/templates/SwedishFilmSearchResult.aspx?id%3d1225%26epslanguage%3dsv%26searchword%3dkronans+rallare%26type%3dMovieTitle%26match%3dBegin%26page%3d1%26prom%3dFalse. Läst 20 april 2013.